# (72560) 2001 ES6
(72560) 2001 ES6 – planetoida z pasa głównego asteroid okrążająca Słońce w ciągu 4,22 lat w średniej odległości 2,61 j.a. Odkryta 2 marca 2001 roku.